# Cavid Tağıyev
Cavid Tağıyev (ur. 6 października 1981) – azerski bokser, zdobywca brązowego medalu w drużynowym Pucharze Świata 2005 w Moskwie, brązowy medalista Mistrzostw Europy w Puli z roku 2004, srebrny medalista Mistrzostw Europy Kadetów z roku 1997. W 2004 reprezentował Azerbejdżan na Letnich Igrzyskach Olimpijskich w Atenach.

## Kariera
W lipcu 1997 zdobył srebrny medal na Mistrzostwach Europy Kadetów w Bitoli. W finale pokonał go na punkty Włoch Antonio Brillantino. W lutym 2004 zdobył brązowy medal na Mistrzostwach Europy w Puli. W półfinale przegrał przed czasem z Rosjaninem Gaydarbekiem Gaydarbekowem. W sierpniu tego samego roku startował na Letnich Igrzyskach Olimpijskich w Atenach. W pierwszej walce pokonał jednym punktem Greka Georgiosa Gazisa, a w drugiej przegrał z Tajem Suriyą Pasathinphimaim, odpadając z rywalizacji przed ćwierćfinałem.
W lipcu 2005 zdobył brązowy medal w Pucharze Świata w Moskwie.
Trzykrotnie bez powodzenia rywalizował na Mistrzostwach Świata w roku 2001, 2003 i 2005.